# Château du Barroux
 (mai 2021).
Si vous disposez d'ouvrages ou d'articles de référence ou si vous connaissez des sites web de qualité traitant du thème abordé ici, merci de compléter l'article en donnant les références utiles à sa vérifiabilité et en les liant à la section « Notes et références ».
Le château du Barroux est un monument historique de Vaucluse, situé dans le village du Barroux.

## Histoire, construction et remaniement
Dès sa création, le château est le siège seigneurial de la famille des Baux. Jusqu'au XVIIIe siècle, le site change plusieurs fois de propriétaires, notamment des familles de Budos, de Ricavi, de Peyre, de Cardaillac, de Rovigliasc, de Pelletier de Gigondas, de Joannis et de Moret.
À l’origine, partie de la principauté d’Orange, ensuite domaine des comtes de Toulouse, il devient en 1274, un fief du comtat sous la mouvance de la chambre apostolique.
Du temps des anciennes familles, il n'est qu’un donjon entouré de murailles. Quand en 1536, il passe en la possession des Rovigliasc, comtes de la Celle en Piemont, en règlement d’une dette, il est reconstruit, embelli et devient une des demeures les plus agréables de la région. La silhouette du château est cantonnée au XVIe siècle sous l'influence de la Renaissance de tours d'angle et habillées de fenêtres à meneaux.
Lors des guerres de Religion, le château est livré aux huguenots, sans combats, par Barthélémy Bellon en 1563. Il est ensuite assiégé et repris par les catholiques la même année. Le château ne subit aucun dégât important durant ces affrontements. Il est encore en fort bon état à la fin du XVIIIᵉ siècle, avec la forteresse, le ravelin et le sanctuaire de Notre-Dame de la Brune.
De 1680 à 1690, la place forte est aménagée, par l'agrandissement de la forteresse, avec la création d'une cour intérieure et de remparts selon les techniques de Vauban. Un château possédant un côté raffiné, comme en témoignent les pierres sculptées, mais qui affirme par ces aménagements un fort caractère défensif tel que le montrent les multiples bouches à feu dans les murailles. Un château qui est prêt à d'éventuels sièges et qui peut s’enorgueillir de posséder sept pièces d’artillerie de bronze à cette époque.
En 1791, les troupes révolutionnaires qui l’occupent lui font subir divers dommages après avoir brûlé les effets du seigneur sur la place publique. Le bâtiment est abandonné et sert de carrière de pierre pendant plus de 150 ans. Il tombe en ruine, jusqu'à la fin des années 1920.
En 1929, André Vayson de Pradenne rachète les ruines et reconstruit le château avec ses propres moyens. Il meurt accidentellement en 1939 et les travaux, presque terminés, s’arrêtent,.
Pendant la Seconde Guerre mondiale, des troupes allemandes occupent le château en l'utilisant comme poste d'observation. Le 21 aout 1944, une troupe allemande est attaquée par les Résistants en contrebas du village sur la route de Malaucène. Elle investit le village en représailles, rassemble les habitants et entre dans le château. Là, les Allemands découvrent des paillasses et autres traces d’occupation. Ils pensent avoir trouvé un repaire de résistants alors qu’il s’agit de l’ancien cantonnement de leurs propres troupes. C’est pourquoi ils incendient le château qui brule pendant 10 jours.

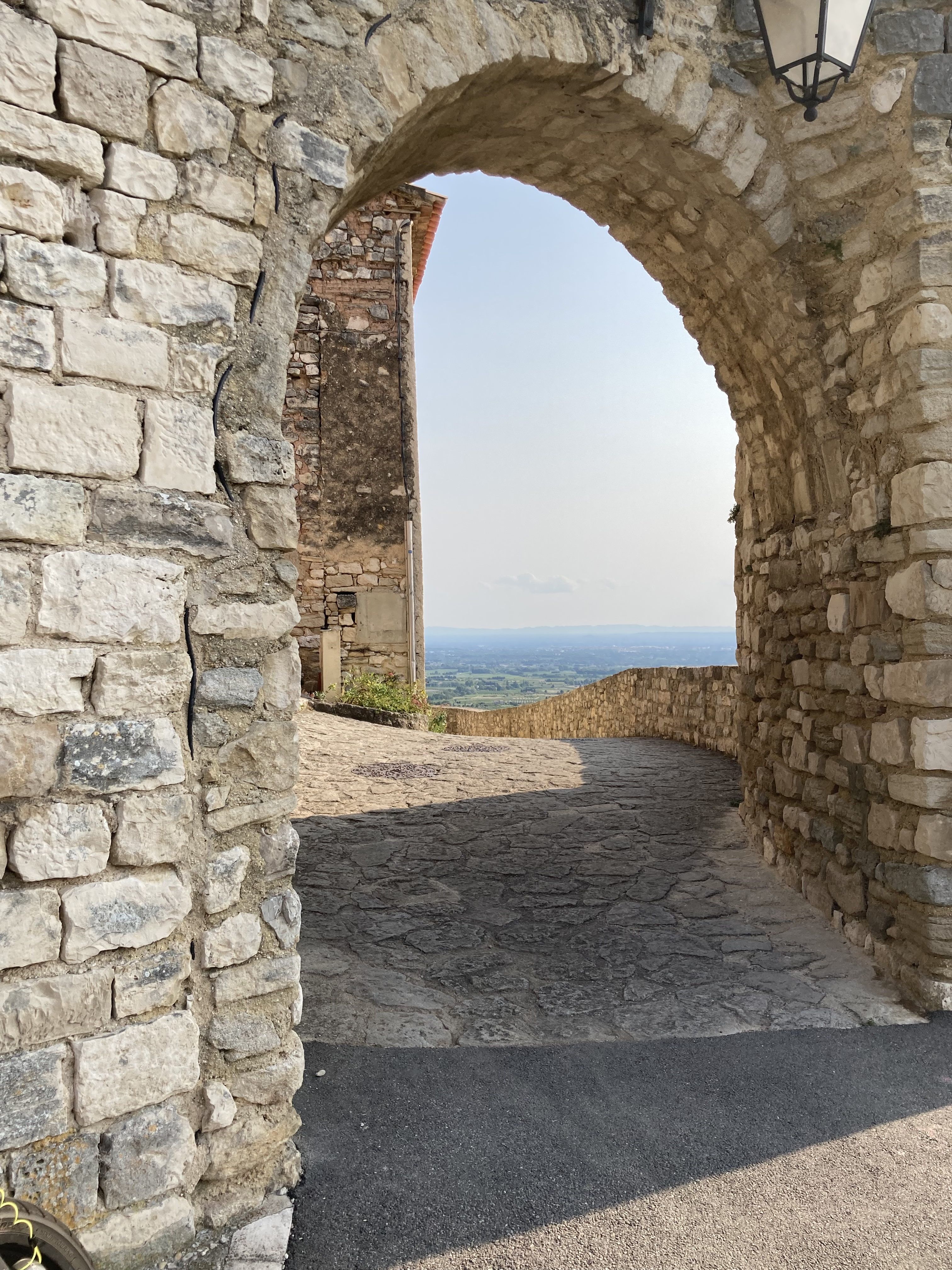
Poterne d’accès au château.

Durant plus de 15 ans, les travaux de restaurations sont suspendus (les portes sont murées par mesure de prudence). Ils reprennent dans les années 1960 et sont financés par le docteur Mouliérac-Lamoureux. En 1983, une association, les Amis du Château du Barroux, prend le relais pour la sauvegarde de ce patrimoine. En 2020, la famille Vayson de Pradenne procède à la mise aux normes vis-à-vis de la réglementation ERP (Établissement Recevant du Public) et lance un projet de réhabilitation du site. Le château est ouvert aux visiteurs et accueille diverses manifestations culturelles et artistiques.
Le site est inscrit sur l'inventaire supplémentaire des monuments historiques, par arrêté du 9 décembre 1920, puis classé monument historique par arrêté du 27 mai 1963.

## Films
Plusieurs films furent tournés sur le site tel que : 
- Les Contes du chat perché en 1980 ; 
- Les Choses qu'on dit, les choses qu'on fait en 2020.